# Tie Cheng Cui
Tie Cheng Cui ( 1959 - ) es un botánico chino, siendo especialista taxonómico en la familia de las magnoliáceas.
- La abreviatura «T.C.Cui» se emplea para indicar a Tie Cheng Cui como autoridad en la descripción y clasificación científica de los vegetales.[1]